# 來斯行
來斯行（1567年—1633年），字道之，號槎菴，又號馬湖，浙江承宣布政使司紹興府蕭山縣（今杭州市蕭山區）人，明朝政治人物。

## 生平
生於隆慶元年（1567年）。万历三十四年（1606年）丙午浙江鄉試第五十六名舉人，萬曆三十五年（1607年）聯捷丁未科进士，丁父静觀公来嘉谟憂，服闋謁選，授刑部主事，壬子典試廣西，事竣，丁母沈淑人憂歸。服闋，補工部主事，坐察典贬永平府推官。秩满，擢兵部主事，遷監軍僉事，出任天津兵備道。山東白蓮教叛乱，他身先士卒攻破并擒获首领徐鴻儒，升參議，仍備兵津門。奢安之亂起，擢貴州平越道副使，又升廣西按察使，尋稱病還鄉。崇禎元年三月，起复為福建按察使，再升福建右布政使，一載舊疾復作，遂乞骸家居。崇禎六年（1633）卒，年六十七。

## 著作
著有《經史典奧》、《槎菴詩集》。

## 家族
曾祖來契。祖父來萬程。父來嘉謨，號静觀，禮部儒士。母王氏。具庆下。兄濟世。弟斯绥、斯和。
配沈氏，累赠淑人。有子来彭禧，字商老；来燕禧，字周老，俱從父征白莲教徐鴻儒，燕禧以功授貴州游擊，未幾卒，世襲杭州前衛鎮撫。